# フィリピン・フィルハーモニー管弦楽団
フィリピン・フィルハーモニー管弦楽団（英: Philippine Philharmonic Orchestra, PPO）は、フィリピンにおける主要なオーケストラであり、マニラの海岸線沿いにあるフィリピン文化センター (CCP) を拠点としている。現在の音楽監督および首席指揮者はグジェゴシュ・ノヴァークである。

## 歴史・沿革
1973年5月15日に、CCPフィルハーモニーとして発足し、当初はフィリピン文化センターにおける講演者の伴奏を行うことを目的としていた。最初の音楽監督はルイス・バレンシア (Luis Valencia) で、コンサートマスターはジュリアン・クイリット (Julian Quirit) であった。 6年後、フェルディナンド・マルコス大統領夫人イメルダがオスカル・ヤトコに、アンサンブルを再構成するように依頼し、1982年に現在の名称になるとともに、世界クラスの交響楽団に匹敵する素晴らしい楽団になるようなビジョンが制定された。 
PPOは常に忙しい日程をこなしており、主要なコンサートシーズン（9月から4月）や、そのほかサンアグスチン国際音楽祭における通常講演、特別コンサート、コミュニティ向けの活動などがある。 

## 演奏活動
PPOは、メンディ・ロダン (Mendi Rodan) 、ピエロ・ガンバ (Piero Gamba) 、ヤーコヴ・ベルイマン (Yaacov Bergman) 、ジェフリー・メイヤー (Jeffery Meyer) やニコラス・コッホ (Nicholas Koch) といった著名な指揮者と共演している。また、モニク・デュフィル (Monique Duphil) 、セシル・リカド (Cecile Licad) 、マーティン・ニーヴェラ (Martin Nievera) 、リー・サロンガ (Lea Salonga) 、レジーヌ・ベラスケス (Regine Velasquez) 、ヴァン・クライバーン、レナータ・テバルディ、ユーディト・エンゲル (Judith Engel) 、アンソニー・カムデン (Anthony Camden) 、フリースタイス (Freestyle) 、 ガゴング・ラッパー (Gagong Rapper) 、ジェレ・リム (Jireh Lim) やダヴィド・ブノワ (David Benoit) といった著名な国内外の音楽家とも共演している。
海外公演では、ヨーロッパ・ツアーを成功させ、2002年には東京オペラシティ・コンサートホールでのアジア・オーケストラ・ウィークに参加した。また、タイ国王の姉カンラヤーニワッタナー王女の招待により、2004年のチャリティ・ロイヤル・コマンド・コンサートにおいて、バンコク国立劇場で演奏した。これは、クラシック音楽の振興のための資金を確保するプロジェクトであり、若手音楽家のための奨学金を給付するNPO組織であり、バンコクのフィリピン大使館とタイ文化省の共同作業である。 
2006年には、ハワイ、カリフォルニアへのフィリピン人の最初の移民から100周年の祝賀を行うため、米国 へのツアーを行なった。

## 歴代音楽監督
- 2010年 - 2016年：オリヴィエ・オチャニン（英語版）(Olivier Fabrice Ochanine)
- 2016年 - ：福村芳一 [2]
- 2023年 - ：グジェゴシュ・ノヴァーク